# Festival de Jazz de Montreux
Festival de Jazz de Montreux (Montreux Jazz Festival) é o mais conhecido festival de música da Suíça. Tem lugar anualmente durante o início do mês de julho em Montreux, às margens do Lago Léman.

## História

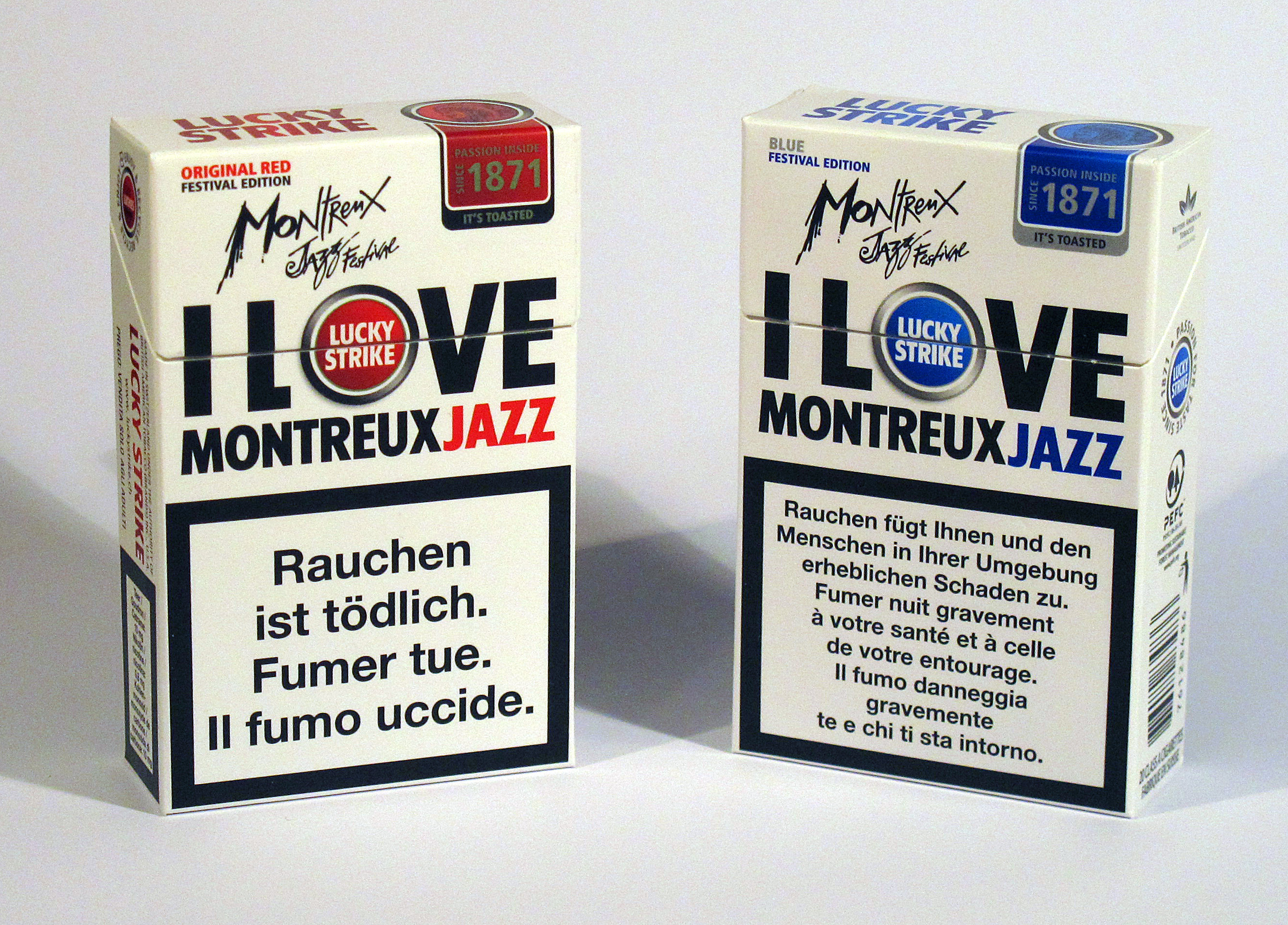
Patrocínio, 2012

O Festival de Jazz de Montreux foi fundado em 1967 por Claude Nobs, Géo Voumard e René Langel, com ajuda considerável de Nesuhi e Ahmet Ertegün da Atlantic Records. A primeira edição foi realizada no Montreux Casino, tendo duração de três dias e contando quase que exclusivamente com músicos de jazz. Dessa época destacam-se as apresentações de artistas como Elis Regina, Keith Jarrett, Bill Evans, Nina Simone, Jan Garbarek e Ella Fitzgerald.
A partir da década de 1970, passou a incorporar gêneros musicais como blues, soul e rock, além de música brasileira. Cresceu consideravelmente durante a década de 1980 e, apesar de continuar dando destaque ao jazz, ampliou ainda mais sua variedade de gêneros, estrelando diversos artistas de pop e rock. Continua se expandindo desde então; o crescimento forçou a mudança para o Convention Centre, com o número de visitantes subindo de 75,000 em 1980 para 120,000 em 1994. Atualmente dura cerca de duas semanas e atrai um público estimado em duzentas mil pessoas.
Claude Nobs planejou desde o início gravar todas as apresentações realizadas no festival, e como resultado um número expressivo de registros em áudio e vídeo dos concertos em Montreux foi lançado.